# Togo Igawa
Togo Igawa (伊川 東吾 Igawa Togo?) (Tokio el 26 de septiembre de 1946) es un actor y director de origen japonés que vive en Inglaterra desde el año 1983.
Participó en las películas El erizo (Francia), en la Israelí Una cuestión de tamaño y en las estadounidenses Memorias de una Geisha, El último samurái y Johnny English Reborn, entre otras.

## Filmografía parcial
- 1999: Ojos bien cerrados dirigida por Stanley Kubrick.
- 2003: El último samurái dirigida por Edward Zwick.
- 2005: Revolver, dirigida por Guy Ritchie.
- 2005: Memorias de una Geisha, dirigida por Rob Marshall.
- 2009: A Matter of Size, dirigida por Sharon Maymon y Erez Tadmor.
- 2009: El erizo, dirigida por Mona Achache.
- 2009: Ninja, dirigida por Isaac Florentine
- 2010: El héroe de las vías.
- 2011: Johnny English Reborn dirigida por Oliver Parker.
- 2014: Hector and the Search for Happiness dirigida por Peter Chelsom.
- 2023: Tetris dirigida por Jon S. Baird.